# Котикова Олена Іванівна
Котикова Олена Іванівна (нар. 18 серпня 1977, село Широколанівка, Веселинівський район, Миколаївська область) — українська вчена у галузі стійкого розвитку сільськогосподарського землекористування, доктор економічних наук (2011), професор (2013).

## Біографія
Середню школу Котикова Олена закінчила у 1994 році і того ж року вступила до Миколаївського сільськогосподарського інституту. Після закінчення у 1999 році Миколаївської державної аграрної академії працювала асистентом кафедри економіки сільського господарства. З 2000 року по 2002 рік навчалася в аспірантурі Національного університету «Києво-Могилянська академія», після закінчення якої у 2003 році захистила кандидатську дисертацію на тему «Еколого-економічна ефективність використання потенціалу земельних ресурсів (на матеріалах агроформувань Миколаївської області)». У 2011 році захистила дисертацію на здобуття наукового ступеня доктора економічних наук на тему «Організаційно-економічні основи стійкого розвитку сільськогосподарського землекористування». З вересня 2011 року працює завідувачкою кафедри економіки підприємств Миколаївського національного аграрного університету.

## Наукова діяльність
Науково-дослідницьку роботу проводить з проблем стійкого розвитку сільськогосподарського землекористування, результати якої викладено в 90 публікаціях наукового характеру, в тому числі — 3 монографіях.
Найбільш суттєвими результатами проведених досліджень є наступні:
вперше:
- розроблено методологію комплексної оцінки стійкого розвитку сільськогосподарського землекористування, що охоплює визначення і систематизацію екологічних регламентацій, обмежень, критеріїв стійкого розвитку землекористування на тривалу перспективу, за трьома напрямами: на макро- та мезорівні, порівняння стійкості землекористування регіонів та сільських територій; методику оцінки стійкого розвитку сільськогосподарського землекористування на макрорівні;
- розроблено наукові підходи до здійснення класифікації і побудовано ієрархію систем землекористування та землеробства на основі визначених передумов виникнення та особливостей їх розвитку на території сучасної України на основі використання історичного та синергетичного підходів;
- наукового обґрунтовано і розроблено Концепцію стійкого розвитку сільськогосподарського землекористування, структурний зміст якої враховує вимоги не лише вітчизняного законодавства, а й європейського (система моніторингу та оцінки);

удосконалено:
- систему показників стійкості розвитку сільськогосподарського землекористування на макрорівні та методику визначення інтегрального показника для порівняння стійкості землекористування сільських територій або регіонів України;
- класифікатор документації із землеустрою за рівнем і видом документу, категорією земель, основним призначенням та цільовою спрямованістю документу, принциповою особливістю якого є деталізація переліку документів відповідно до основного призначення та цільової спрямованості видів робіт за категоріями земель та рівнем застосування;
- методологічний підхід до обґрунтування і реалізації принципів управління земельними ресурсами, в основу якого покладено види та етапи формування і реалізації принципів землеустрою та землевпорядкування;
- механізм управління землями сільськогосподарського призначення (обґрунтована об'єктивна необхідність поділу категорії управління землями сільськогосподарського призначення на галузеве управління та внутрішньогосподарське управління і відповідні їм форми, інструменти та засоби);
- зміст та структуру Схеми землеустрою та охорони земель сільськогосподарського призначення регіону, що включає напрями вдосконалення економіки землекористування та перспективи розвитку обігу земель;

одержали подальший розвиток:
- теоретичні положення теорії стійкого розвитку землекористування: систематизовано наукові підходи щодо визначення змісту «sustainable development» та обґрунтовано доцільність застосування терміна «стійкий» замість «сталий»; визначено теоретичні і методологічні підходи до формування концепції стійкого розвитку (антропоцентричний, біосферно-центричний і ноосферний); визначено стійкий розвиток сільськогосподарського землекористування як модель функціонування системи сільськогосподарського землекористування із обмеженими параметрами, що забезпечує збалансовану динамічну рівновагу між компонентами інтегрованої соціо-економіко-екологічної системи протягом визначеного проміжку часу;
- дослідження хронології ідеї стійкого розвитку: виокремлено головні етапи, їх цілі та результати;
- система закономірностей, особливостей позитивного та негативного впливу, а також існуючих передумов і таких, які потрібно створити, для переходу сучасного землекористування на модель стійкого розвитку в Україні за такими ознаками: ґрунтово-кліматичні, соціальні, економічні, екологічні, політичні умови;
- стратегія реформування земельної політики держави, орієнтованої на перехід на модель стійкого розвитку землекористування, та напрями трансформації земельного законодавства України з метою адаптації його до вимог Європейського Союзу;
- идову класифікацію ефективності виробництва за окремими ознаками: за одержаним результатом, за методом розрахунку, за типом економічного зростання, за характером витрат, за фактором виробництва, за завданням оцінки;
- принципові відмінності землі та її потенціалу, як головного фактора виробництва в сільському господарстві, порівняно з капіталом та працею у виробничій функції;
- методика визначення необхідної площі посіву багаторічних трав для забезпечення бездефіцитного балансу гумусу в сівозміні.

## Тексти вибраних публікацій
1. Котикова О. І. Зміст поняття стійкого розвитку [Електронний ресурс] / О. І. Котикова // Науковий вісник Волинського державного університету ім. Лесі Українки. — 2007. — № 12. — С.170-174. — Режим доступу : http://archive.nbuv.gov.ua/portal/natural/Nvvnu/ekonomika/2007_12/R5/5.pdf%5Bнедоступне+посилання+з+липня+2019%5D
2. Котикова О. І. Передумови переходу до моделі сталого розвитку [Електронний ресурс] / О. І. Котикова // Збірник наукових праць. Економічні науки. — 2008. — Випуск № 4. — С. 56-67. — Режим доступу : http://archive.nbuv.gov.ua/portal/soc_gum/znpen/2008_4.pdf#page=56%5Bнедоступне+посилання+з+липня+2019%5D
3. Котикова О. І. Перехід сільськогосподарського землекористування до моделі сталого розвитку в Україні — реалії та перспективи [Електронний ресурс] / О. І. Котикова // Вісник аграрної науки Причорномор'я. — 2007. — Спеціальний випуск 3 (42). — С. 28-33. — Режим доступу : https://web.archive.org/web/20130515012029/http://www.mnau.edu.ua/vestnik/visnik_2007-(42)-tom1.pdf#page=28
4. Котикова О. І. Тенденції вітчизняного землекористування та закономірності переходу його до моделі стійкого [Електронний ресурс] / О. І. Котикова // Вісник аграрної науки Причорномор'я. — Миколаїв, 2008. — Випуск 4 (48). — С.66-70. — Режим доступу : https://web.archive.org/web/20130320014616/http://www.mnau.edu.ua/vestnik/visnik_2009-1(48).pdf#page=66
5. Котикова О. І. Методологічні підходи до формування концепції стійкого розвитку [Електронний ресурс] / О. І. Котикова // Вісник аграрної науки Причорномор'я. — Миколаїв, 2009. — Випуск 2 (49). — С.42-47. — Режим доступу : https://web.archive.org/web/20130402081530/http://www.mnau.edu.ua/vestnik/visnik_2009-2(49).pdf#page=42
6. Котикова О. І. Удосконалення грошової оцінки земель сільськогосподарського призначення [Електронний ресурс] / О. І. Котикова // Вісник аграрної науки Причорномор'я. — Миколаїв, 2009. — Випуск 3 (50). — С.62-67. — Режим доступу : https://web.archive.org/web/20130515012040/http://www.mnau.edu.ua/vestnik/visnik_2009-3(50).pdf#page=62
7. Котикова О. І. Обґрунтування та реалізація принципів управління земельними ресурсами як засобу забезпечення стійкого розвитку землекористування [Електронний ресурс] / О. І. Котикова // Актуальні проблеми економіки. — Київ, 2010. — Випуск 1 (103). — С.75-79. — Режим доступу : http://archive.nbuv.gov.ua/portal/Soc_Gum/APE/2010_1/75-79.pdf%5Bнедоступне+посилання+з+липня+2019%5D
8. Котикова О. І. Індикаційна модель стійкого розвитку сільськогосподарського землекористування в Україні [Електронний ресурс] / О. І. Котикова // Інноваційна економіка. — 2010. — № 1. — С. 121—126. — Режим доступу : http://archive.nbuv.gov.ua/portal/Soc_Gum/inek/2010_1/121.pdf%5Bнедоступне+посилання+з+липня+2019%5D
9. Котикова О. І. Напрями покращення якісного стану угідь Миколаївської області [Електронний ресурс] / О. І. Котикова // Вісник аграрної науки Причорномор'я. — Миколаїв, 2012. — Випуск 2 (66). — С.10-15. — Режим доступу : https://web.archive.org/web/20130515012223/http://www.mnau.edu.ua/vestnik/visnik_2012-2(66).pdf#page=10
10. Котикова О. І. Концепція стійкого розвитку сільськогосподарського землекористування в Україні [Електронний ресурс] / О. І. Котикова // Інноваційна економіка. — 2012. — № 6 (32). — С. 22-28. — Режим доступу : http://archive.nbuv.gov.ua/portal/Soc_Gum/inek/2012_6/22.pdf%5Bнедоступне+посилання+з+липня+2019%5D
11. Котикова О. І. Державна програма як інструмент реалізації земельної політики [Електронний ресурс] / О. І. Котикова // Інноваційна економіка. — 2012. — № 7 (33). — С. 3-7. — Режим доступу : http://archive.nbuv.gov.ua/portal/Soc_Gum/inek/2012_7/3.pdf%5Bнедоступне+посилання+з+липня+2019%5D
12. Котикова О. І. Теоретичні засади формування інноваційної моделі сільськогосподарського землекористування [Електронний ресурс] / О. І. Котикова // Сталий розвиток економіки. — 2012. — № 5 (15). — С. 9-13. — Режим доступу : http://archive.nbuv.gov.ua/portal/soc_gum/sre/2012_5/9.pdf%5Bнедоступне+посилання+з+липня+2019%5D
13. Котикова О. І. Система управління якістю підготовки фахівців у вищих навчальних закладах України [Електронний ресурс] / О. І. Котикова // Інноваційна економіка. — 2012. — № 10 (36). — С.3-6. — Режим доступу : http://archive.nbuv.gov.ua/portal/Soc_Gum/inek/2012_10/3.pdf%5Bнедоступне+посилання+з+липня+2019%5D
14. Сохнич А. Я. Особливості впливу умов землекористування на його сталий розвиток [Електронний ресурс] / А. Я. Сохнич, О. І. Котикова // Землеустрій, кадастр і моніторинг земель. — № 1-2, 2012. — С. 54—59. — Режим доступу : http://archive.nbuv.gov.ua/portal/Chem_Biol/Zemleustriy/2012_1-2/St09.pdf%5Bнедоступне+посилання+з+липня+2019%5D